# کارتر کروز
کارتر کروز یا زهره  (انگلیسی: Carter Cruise؛ زادهٔ ۲۴ آوریل ۱۹۹۱) دی‌جی، خواننده، تهیه‌کننده موسیقی، مدل، بازیگر پیشین پورن و مدافع جنبش مثبت‌نگری سکس اهل آمریکا است.

## اوایل زندگی
کروز در آتلانتا، جورجیا زاده و در کری، کارولینای شمالی بزرگ شد. او تبار چروکی و ویلزی دارد. او در کودکی در منزل تحصیل کرد.